# 大今里西
大今里西（おおいまざとにし）は、大阪府大阪市東成区にある町名。現行行政地名は大今里西一丁目から大今里西三丁目。今里地域の一つ。

## 地理
東成区の南西部に位置し、東の北側に大今里、南側に大今里南、西に玉津、北に中本、南に生野区と接している。

## 世帯数と人口
2019年（平成31年）3月31日現在の世帯数と人口は以下の通りである。
| 丁目           | 世帯数    | 人口    |
| -------------- | --------- | ------- |
| 大今里西一丁目 | 1,540世帯 | 2,518人 |
| 大今里西二丁目 | 748世帯   | 1,251人 |
| 大今里西三丁目 | 1,521世帯 | 2,461人 |
| 計             | 3,809世帯 | 6,230人 |

### 人口の変遷
国勢調査による人口の推移。
| 1995年（平成7年）  | 5,283人 | [ 5 ] |  |
| 2000年（平成12年） | 5,512人 | [ 6 ] |  |
| 2005年（平成17年） | 5,675人 | [ 7 ] |  |
| 2010年（平成22年） | 6,036人 | [ 8 ] |  |
| 2015年（平成27年） | 5,996人 | [ 9 ] |  |

### 世帯数の変遷
国勢調査による世帯数の推移。
| 1995年（平成7年）  | 2,355世帯 | [ 5 ] |  |
| 2000年（平成12年） | 2,518世帯 | [ 6 ] |  |
| 2005年（平成17年） | 2,837世帯 | [ 7 ] |  |
| 2010年（平成22年） | 3,191世帯 | [ 8 ] |  |
| 2015年（平成27年） | 3,234世帯 | [ 9 ] |  |

## 学区
市立小・中学校に通う場合、学区は以下の通りとなる。なお、小学校・中学校入学時に学校選択制度を導入しており、通学区域以外に東成区の小学校・中学校から選択することも可能。
| 丁目           | 番・番地等                                             | 小学校             | 中学校             |
| -------------- | ------------------------------------------------------ | ------------------ | ------------------ |
| 大今里西一丁目 | 1〜15番 19番1〜12号 19番13号（一部） 19番36〜47号 20番 | 大阪市立中本小学校 | 大阪市立本庄中学校 |
| 大今里西一丁目 | 16〜18番 19番13号（一部） 19番14〜35号 21〜30番        | 大阪市立今里小学校 | 大阪市立本庄中学校 |
| 大今里西二丁目 | 全域                                                   | 大阪市立大成小学校 | 大阪市立玉津中学校 |
| 大今里西三丁目 | 全域                                                   | 大阪市立大成小学校 | 大阪市立玉津中学校 |

## 事業所
2016年（平成28年）現在の経済センサス調査による事業所数と従業員数は以下の通りである。
| 丁目           | 事業所数  | 従業員数 |
| -------------- | --------- | -------- |
| 大今里西一丁目 | 138事業所 | 1,170人  |
| 大今里西二丁目 | 89事業所  | 1,176人  |
| 大今里西三丁目 | 103事業所 | 500人    |
| 計             | 330事業所 | 2,846人  |

## 交通

### 鉄道
- 大阪市高速電気軌道
  - 千日前線・今里筋線 今里駅（所在地は、大今里であるが、一部は大今里西にも入っている。）

### 道路
- 国道308号
- 大阪府道702号大阪枚岡奈良線
- 今里筋

## 施設
- 大阪市東成区役所
- 大阪市立東成区民センター
- 大阪市立大成小学校
- 東成警察署
- 東成警察署 新橋通交番
- 日本年金機構 今里年金事務所
- 東成大今里西郵便局
- 北陸銀行 今里支店
- 近畿産業信用組合 生野支店
- 業務スーパー 今里店
- ライフ 今里店
- 大阪セルロイド会館

## その他

### 日本郵便
- 〒537-0014[3]（集配局：東成郵便局[13]）